# Penguin Liberation Front

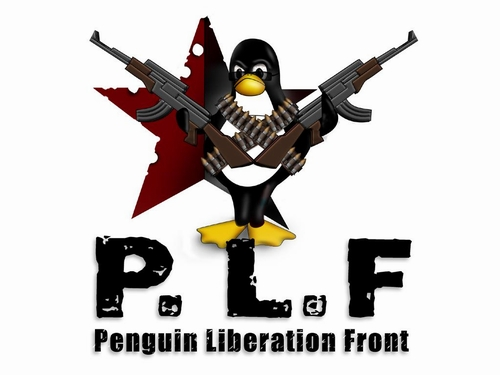
Logo de Penguin Liberation Front

El Penguin Liberation Front (alias PLF) es un proyecto de creación de paquetes de programas que no pueden incluirse en las distribuciones Mandriva Linux y (recientemente) Ubuntu, debido a alguna de las siguientes razones:
- patentes de software, que prohíben el uso de algoritmos abstractos en algunos países, independientemente de su implementación
- leyes de protección de los intereses corporativos, tales como la DMCA en los EE. UU. y, próximamente, la EUCD en Europa
- leyes de restricción de la privacidad, tales como la prohibición de la codificación fuerte en muchos países

Existe una gran cantidad de programas libres excelentes implicados en una de las anteriores categorías y, por ello, resultan ilegales en diferentes partes del mundo. Así, queda restringida la distribución mundial de dichos programas, convirtiendo su uso en una cuestión impráctica (o cuasi imposible) para todos excepto para los expertos. Sin embargo, PLF no se resigna a esta situación, y se dedica a proporcionar paquetes de primera clase para todos esos programas amenazados por las razones anteriores. Dondequiera que te encuentres, tendrás un mirror de PLF.

## Programas incluidos
La lista de programas es bastante extensa, y PLF separa los programas entre programas con licencias libres (plf-free) y no libres (plf-nonfree).
- códecs de vídeo (win32, divx, xing, realvideo...)
- drivers propietários de tarjetas gráficas ATI y nVidia
- Emulador de Snes9X
- MythTV
- navegador Opera
- programas de P2P (*mule, edonkey,...)
- programas de decodificación de DVD
- Quake II
- S.C.U.M.M. (Script Creation Utility for Maniac Mansion)
- Themes de KDE
- etc

## Créditos
Esta entrada de Wikipedia está creada utilizando como base la página “Acerca de“ de la web principal del PLF.